# Fritz Krieger
Fritz Krieger (* 16. August 1841 in Dornheim; † 23. Januar 1896 in Jena) war Jurist und Mitglied des Deutschen Reichstags.

## Leben
Krieger besuchte von 1851 bis 1861 das Gymnasium in Arnstadt und studierte von 1861 bis 1864 Rechtswissenschaften an den Universitäten Göttingen, Berlin und Jena. 1864 absolvierte er das erste juristische Staatsexamen, 1866 das zweite. 1868 bis 1873 war er Rechtsanwalt in Ilmenau und Arnstadt. 1873 trat er in den unmittelbaren Großherzoglich Sächsischen Staatsdienst ein. Später war er Kreisgerichtsrat in Weimar und Appellationsgerichtsrat in Eisenach.
Von 1877 bis 20. Mai 1878 war er Mitglied des Deutschen Reichstags für den Reichstagswahlkreis Großherzogtum Sachsen-Weimar-Eisenach 1 (Weimar, Apolda) und die Nationalliberale Partei. Sein Mandat erlosch mit der Ernennung zum Appellationsgerichtsrat.